# Wôrô-wôrô

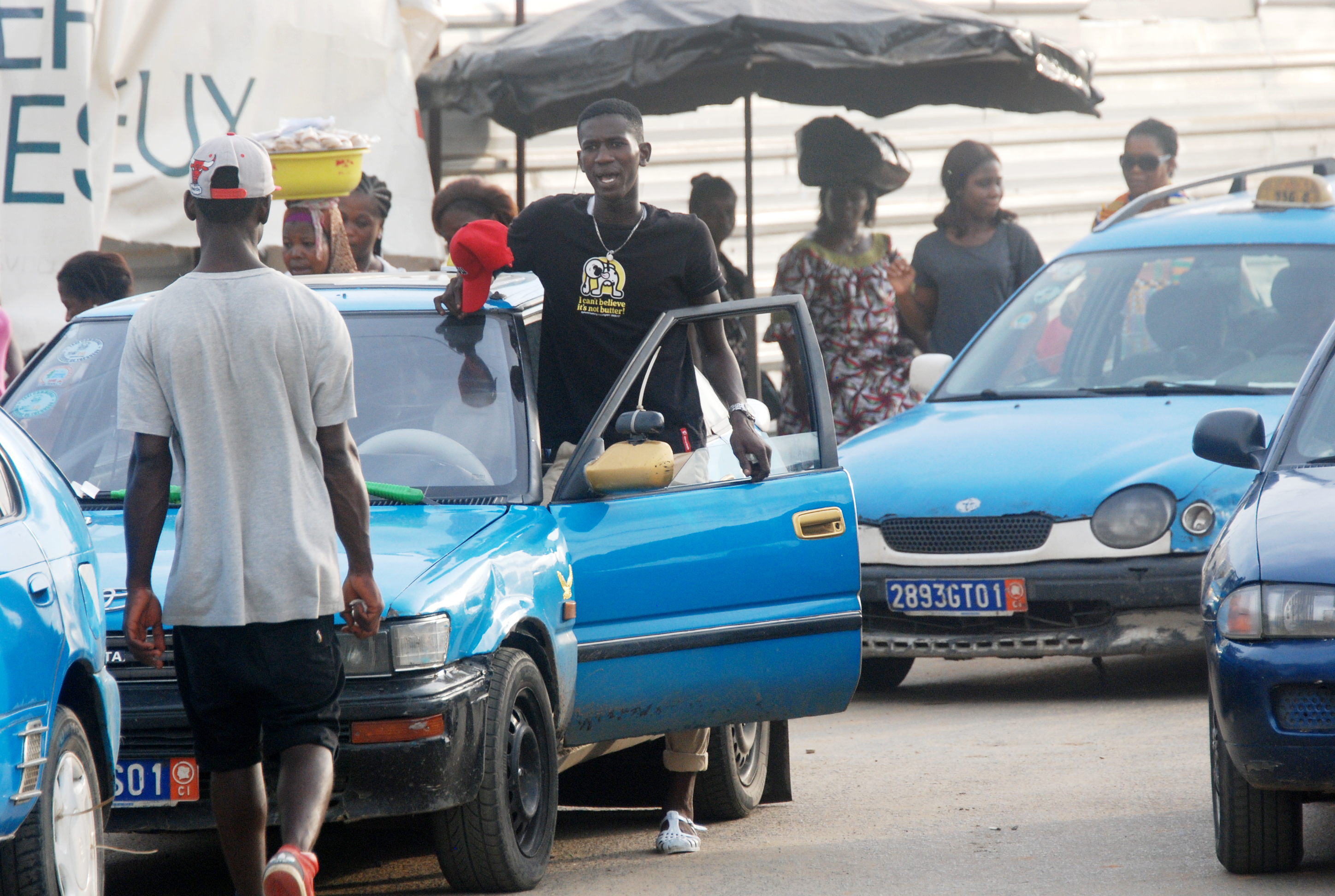
Des taxis communaux à Yopougon, appelés couramment « wôrô-wôrô »

Le wôrô-wôrô  est un moyen de transport collectif urbain populaire en Côte d'Ivoire, principalement utilisé dans la ville d'Abidjan. Il s'agit de taxis communaux à itinéraire fixe et à tarif forfaitaire. La couleur des véhicules varie selon la commune desservie pour permettre l'identification de leur zone d'activité 

## Historique
L’expression wôrô-wôrô tire son origine du mot malinké wôrrô, qui signifie « 6 » en référence au tarif initial de 30 francs CFA appliqué aux trajets. C’était le tarif des taxis de la commune de Marcory, de Treichville en majorité des Renault. 
Cette terminologie vient du malinké et signifie démontrer et est également rapprochée du terme worror, issu du nouchi, qui signifie « être fatigué » qui est"  inspirée de l’état souvent piteux dans lequel est ces véhicules. 
C'est en l'an 1940 que l'expression wôrô-wôrô est utilisée pour désigner les taxis collectifs dans les différentes villes de la Côte d'Ivoire. Le wôrô-wôrô fait partie des 365 éléments culturels africains représentés par O’Plérou pour son projet artistique Zouzoukwa. le véhicule wôrô-wôrô peut avoir un ou plusieurs chauffeurs en alternance. Les taxis collectifs wôro-wôro sont aussi appelés waren.

## Description
Les wôrô-wôrô transportent généralement entre quatre et cinq passagers, parfois accompagnés de bagages. Les tarifs appliqués varient en fonction de la distance parcourue et font souvent l’objet de négociations entre le conducteur et les passagers.
Les couleurs dépendent des communes, bleu pour Yopougon, jaune pour la commune de Cocody, beige avec deux bandes marrons  pour la commune d'Abobo, jaune avec le bas de caisse bleu pour Port-Bouët,  vert pour Adjamé, Attecoubé, Marcory et Koumassi...